# Gunnar Westin (kyrkohistoriker)
Per Gunnar Westin, född 20 november 1890 i Torps församling, Västernorrlands län, död 25 oktober 1967 i Uppsala, var en svensk teolog. 
Westin blev filosofie kandidat vid Uppsala universitet 1918, teologie kandidat 1921, teologie licentiat 1928, teologie doktor 1929 och docent i kyrkohistoria 1930. Han var professor i kyrkohistoria 1937–1956 och ordförande i Svenska Baptistsamfundet 1956–1960.
Westin företog kyrkohistoriska forskningsresor till flera europeiska länder, till USA 1929–1930, föreläsningsresor där, var lärare vid Betelseminariet i Stockholm 1919–1960, vid KFUM:s sekreterarinstitut, Stockholm, 1921–1922 och 1925–1928 samt ansvarig utgivare av Svenska Morgonbladet 1945–1950.  Han var redaktör för Kyrkohistorisk årsskrift 1937–1956. Han invaldes som ledamot av Kungliga Samfundet för utgivande av handskrifter rörande Skandinaviens historia 1952. Gunnar Westin är begravd på Uppsala gamla kyrkogård.